# Kermit (Texas)
Kermit is een plaats (city) in de Amerikaanse staat Texas. Het is de hoofdplaats van Winkler County. In 1926 werd er olie ontdekt in de buurt en de stad werd een "boomtown". In de streek rond Kermit verrezen honderden boortorens en jaknikkers. De stad is vernoemd naar Kermit Roosevelt, de zoon van president Theodore Roosevelt die een plaatselijke ranch bezocht had.

## Demografie
Bij de volkstelling in 2000 werd het aantal inwoners vastgesteld op 5714.
In 2006 is het aantal inwoners door het United States Census Bureau geschat op 5204, een daling van 510 (-8,9%).

## Geografie
Volgens het United States Census Bureau beslaat de plaats een oppervlakte van
6,5 km², geheel bestaande uit land. Kermit ligt op ongeveer 872 m boven zeeniveau.

## Plaatsen in de nabije omgeving
De onderstaande figuur toont nabijgelegen plaatsen in een straal van 36 km rond Kermit.

## Geboren
- Jay Thomas (12 juli 1948), acteur, komiek en radiopresentator